# Liste des engagements militaires lors de l'invasion de l'Ukraine par la Russie
La liste des engagements militaires pendant l'invasion de l'Ukraine par la Russie englobe les affrontements terrestres, navals et aériens ainsi que les campagnes, les opérations, les lignes défensives et les sièges. Les campagnes ou offensives désignent généralement des opérations stratégiques plus larges menées sur un vaste territoire et sur une longue période. Les batailles font généralement référence à de courtes périodes de combats intenses localisés dans une zone et sur une période spécifiques. Cependant, l'utilisation des termes pour nommer ces événements n'est pas toujours aisée.

Situation militaire en Ukraine.

## Batailles
| Nom                                          | Oblast                          | Date de début      | Date de fin       | Résultat                                                                               |
| -------------------------------------------- | ------------------------------- | ------------------ | ----------------- | -------------------------------------------------------------------------------------- |
| Bataille d'Avdiïvka                          | Donetsk                         | 20 février 2022    | 17 février 2024   | Victoire russe                                                                         |
| Bataille de Tchernobyl                       | Kiev                            | 24 février 2022    | 24 février 2022   | Victoire russe,                                                                        |
| Bataille navale de l'île des Serpents        | Odessa                          | 24 février 2022    | 30 juin 2022      | Prise de l'ile par les russes puis retrait ultérieur et reprise de l'île par l'Ukraine |
| Bataille de l'aéroport de Hostomel           | Kiev                            | 24 février 2022    | 25 février 2022   | Victoire russe,                                                                        |
| Bataille de Konotop                          | Soumy                           | 24 février 2022    | 25 février 2022   | Victoire russe                                                                         |
| Première bataille de Kherson                 | Kherson                         | 24 février 2022    | 2 mars 2022       | Victoire russe                                                                         |
| Bataille de Hloukhiv                         | Soumy                           | 24 février 2022    | 4 avril 2022      | Victoire russe puis retrait ultérieur                                                  |
| Bataille d'Okhtyrka                          | Soumy                           | 24 février 2022    | 26 mars 2022      | Victoire ukrainienne                                                                   |
| Bataille de Trostianets                      | Soumy                           | 24 février 2022    | 28 mars 2022      | Victoire ukrainienne                                                                   |
| Bataille de Soumy                            | Soumy                           | 24 février 2022    | 4 avril 2022      | Victoire ukrainienne                                                                   |
| Bataille de Tchernihiv                       | Tchernihiv                      | 24 février 2022    | 4 avril 2022      | Victoire ukrainienne                                                                   |
| Bataille de Kharkiv                          | Kharkiv                         | 24 février 2022    | 14 mai 2022       | Victoire ukrainienne                                                                   |
| Siège de Marioupol                           | Donetsk                         | 24 février 2022    | 20 mai 2022       | Victoire russe                                                                         |
| Bataille de Svitlodarsk                      | Svitlodarsk                     | 24 février 2022    | 24 mai 2022       | Victoire russe                                                                         |
| Bataille de Novomykhaïlivka                  | Novomykhaïlivka                 | 24 février 2022    | 28 avril 2024     | Victoire russe                                                                         |
| Bataille d'Ivankiv                           | Kiev                            | 25 février 2022    | 27 février 2022   | Victoire russe                                                                         |
| Bataille de Melitopol                        | Zaporijjia                      | 25 février 2022    | 1er mars 2022     | Victoire russe                                                                         |
| Bataille de Volnovakha                       | Donetsk                         | 25 février 2022    | 12 mars 2022      | Victoire russe                                                                         |
| Bataille de Hostomel                         | Kiev                            | 25 février 2022    | 1er avril 2022    | Victoire ukrainienne                                                                   |
| Bataille de Kiev                             | Ville de Kiev                   | 25 février 2022    | 2 avril 2022      | Victoire ukrainienne                                                                   |
| Bataille de Vassylkiv                        | Kiev                            | 26 février 2022    | 26 février 2022   | Victoire ukrainienne                                                                   |
| Bataille de Lebedyn                          | Soumy                           | 26 février 2022    | 4 avril 2022      | Victoire ukrainienne                                                                   |
| Bataille de Mykolaïv                         | Mykolaïv                        | 26 février 2022    | 8 avril 2022      | Victoire ukrainienne                                                                   |
| Bataille de Berdiansk                        | Berdiansk                       | 26 février 2022    | 28 février 2022   | Victoire russe                                                                         |
| Bataille de Boutcha                          | Kiev                            | 27 février 2022    | 31 mars 2022      | Victoire ukrainienne                                                                   |
| Bataille d'Irpin                             | Kiev                            | 27 février 2022    | 28 mars 2022      | Victoire ukrainienne,                                                                  |
| Siège d'Enerhodar                            | Zaporijjia                      | 28 février 2022    | 4 mars 2022       | Victoire russe                                                                         |
| Bataille de Makariv                          | Kiev                            | 28 février 2022    | 1er avril 2022    | Victoire ukrainienne                                                                   |
| Bataille de Voznessensk                      | Mykolaïv                        | 2 mars 2022        | 13 mars 2022      | Victoire ukrainienne                                                                   |
| Bataille d'Izioum                            | Kharkiv                         | 3 mars 2022        | 1er avril 2022    | Victoire russe                                                                         |
| Bataille d'Houliaïpole                       | Zaporijjia                      | 5 mars 2022        |                   | En cours                                                                               |
| Bataille de Mochtchoun                       | Mochtchoun (en)                 | 5 mars 2022        | 21 mars 2022      | Victoire ukrainienne                                                                   |
| Bataille de Brovary                          | Kiev                            | 9 mars 2022        | 1er avril 2022    | Victoire ukrainienne                                                                   |
| Bataille de Vouhledar                        | Vouhledar                       | 14 mars 2022       | 1er octobre 2024  | Victoire russe                                                                         |
| Bataille de Roubijné                         | Louhansk                        | 15 mars 2022       | 12 mai 2022       | Victoire russe                                                                         |
| Bataille de Slavoutytch                      | Kiev                            | 18 mars 2022       | 27 mars 2022      | Victoire russe,                                                                        |
| Bataille de Romny                            | Soumy                           | 18 mars 2022       | 31 mars 2022      | Victoire ukrainienne                                                                   |
| Bataille de Popasna                          | Louhansk                        | 18 mars 2022       | 7 mai 2022        | Victoire russe                                                                         |
| Bataille de Marïnka                          | Donetsk                         | 17 mars 2022       | 25 décembre 2023  | Victoire russe                                                                         |
| Escarmouches frontalières du Nord-Est        | Soumy Tchernihiv                | 6 avril 2022       |                   | En cours                                                                               |
| Bataille d'Azovstal                          | Donetsk                         | 10 avril 2022      | 16 mai 2022       | Victoire russe                                                                         |
| Bataille de Dovhenke                         | Kharkiv                         | 11 avril 2022      | 11 septembre 2022 | Victoire ukrainienne                                                                   |
| Première bataille de Kreminna                | Louhansk                        | 18 avril 2022      | 19 avril 2022     | Victoire russe                                                                         |
| Bataille du Donets                           | Louhansk                        | 5 mai 2022         | 13 mai 2022       | Victoire ukrainienne                                                                   |
| Bataille de Sievierodonetsk                  | Louhansk                        | 6 mai 2022         | 25 juin 2022      | Victoire russe                                                                         |
| Première bataille de Lyman                   | Donetsk                         | 23 mai 2022        | 27 mai 2022       | Victoire russe                                                                         |
| Bataille de Davydiv Brid                     | Kherson                         | 27 mai 2022        | 16 juin 2022      | Victoire russe puis retrait ultérieur                                                  |
| Bataille de Sviatohirsk                      | Donetsk                         | 30 mai 2022        | 10 juin 2022      | Victoire ukrainienne                                                                   |
| Bataille de Tochkovka                        | Louhansk                        | 10 juin 2022       | 21 juin 2022      | Victoire russe                                                                         |
| Batailles de Bohorodychne et de Krasnopillia | Donetsk                         | 7 juin 2022        | 10 septembre 2022 | Victoire ukrainienne                                                                   |
| Bataille de Lyssytchansk                     | Louhansk                        | 25 juin 2022       | 3 juillet 2022    | Victoire russe                                                                         |
| Bataille de Siversk                          | Donetsk                         | 3 juillet 2022     | 8 septembre 2022  | Victoire ukrainienne                                                                   |
| Bataille de Pisky                            | Donetsk                         | 28 juillet 2022    | 24 août 2022      | Victoire russe                                                                         |
| Seconde bataille de Kherson                  | Kherson Mykolaïv                | 29 août 2022       | 11 novembre 2022  | Victoire ukrainienne                                                                   |
| Bataille de Bakhmout                         | Donetsk                         | 1er août 2022      | 20 mai 2023       | Victoire à la Pyrrhus russe                                                            |
| Bataille de Soledar                          | Donetsk                         | 3 août 2022        | 16 janvier 2023   | Victoire russe                                                                         |
| Campagne du Dniepr                           | Kherson Mykolaïv Zaporijjia     | 1er septembre 2022 |                   | En cours                                                                               |
| Offensive de Kharkiv                         | Kharkiv Donetsk Louhansk        | 6 septembre 2022   | 2 octobre 2022    | Victoire ukrainienne                                                                   |
| Bataille de Balaklia                         | Kharkiv                         | 6 septembre 2022   | 8 septembre 2022  | Victoire ukrainienne                                                                   |
| Bataille de Chevtchenkove                    | Kharkiv                         | 7 septembre 2022   | 8 septembre 2022  | Victoire ukrainienne                                                                   |
| Première bataille de Koupiansk               | Kharkiv                         | 8 septembre 2022   | 12 septembre 2022 | Victoire ukrainienne                                                                   |
| Seconde bataille de Lyman                    | Donetsk                         | 10 septembre 2022  | 1er octobre 2022  | Victoire ukrainienne                                                                   |
| Campagne de l'oblast de Louhansk             | Louhansk Kharkiv                | 19 septembre 2022  |                   | En cours                                                                               |
| Bataille de la ligne Svatove-Kreminna        | Louhansk                        | 2 octobre 2022     |                   | En cours                                                                               |
| Bataille de la forêt de Serebryansky         | Forêt de Serebryansky, Louhansk | 2 octobre 2022     |                   | En cours                                                                               |
| Bataille de Doudtchany                       | Doudtchany                      | 4 octobre 2022     | 4 octobre 2022    | Victoire ukrainienne                                                                   |
| Bataille de Pavlivka                         | Donetsk                         | 29 octobre 2022    | 14 novembre 2022  | Victoire russe                                                                         |
| Contre-offensive ukrainienne de 2023         | Zaporijjia Donetsk              | Juin 2023          | Novembre 2023     | Échec stratégique ukrainien                                                            |
| Bataille de Robotyne                         | Zaporijjia                      | 8 juin 2023        | 28 août 2023      | Échec stratégique ukrainien                                                            |
| Seconde bataille de Koupiansk                | Louhansk Kharkiv                | 21 juillet 2023    |                   | En cours                                                                               |
| Offensive de Pokrovsk                        | Donetsk                         | 17 février 2024    |                   | En cours                                                                               |
| Raid sur Tendra Spit (en)                    | Kherson                         | 28 février 2024    | 29 février 2024   | Victoire russe                                                                         |
| Incursions en Russie occidentale             | Belgorod Koursk en Russie       | 12 mars 2024       | 7 avril 2024      | Non concluante                                                                         |
| Bataille de Tchassiv Iar                     | Donetsk                         | 4 avril 2024       | 31 juillet 2025   | Victoire russe                                                                         |
| Bataille de Krasnohorivka                    | Donetsk                         | 8 avril 2024       | 7 septembre 2024  | Victoire russe                                                                         |
| Bataille d'Ocheretyne (en)                   | Donetsk                         | 16 avril 2024      | 28 avril 2024     | Victoire russe                                                                         |
| Seconde offensive de Kkarkiv                 | Kharkiv                         | 10 mai 2024        |                   | En cours                                                                               |
| Bataille de Toretsk                          | Toretsk                         | 18 juin 2024       | 7 août 2025       | Victoire russe                                                                         |

## Attaques de bases / bombardements aériens
| Nom                                                    | Date                              | Attaquant | Type                                                                         |
| ------------------------------------------------------ | --------------------------------- | --------- | ---------------------------------------------------------------------------- |
| Bombardements d'Odessa                                 | 24 février 2022                   | Russie    | Ville d'Odessa                                                               |
| Aéroport de Tchouhouïv                                 | 24 février 2022                   | Russie    | Base aérienne ukrainienne                                                    |
| Aéroport de Millerovo                                  | 25 février 2022                   | Ukraine   | Base aérienne russe                                                          |
| Bombardements de Kiev                                  | Depuis le 25 février 2022         | Russie    | Ville de Kiev                                                                |
| Bataille de Tchernobaïvka                              | 27 février 2022                   | Ukraine   | Aéroport sous contrôle russe                                                 |
| Attaque de l'aéroport de Jytomyr                       | 27 février 2022                   | Russie    | Bombardement de l'aéroport civil de Jytomyr avec des missiles 9K720 Iskander |
| Bombardement de réfugiés d'Irpin                       | 6 mars 2022                       | Russie    | Bombardement d'une colonne de réfugiés                                       |
| Attaques de Vinnytsia                                  | 6 mars 2022                       | Russie    | Base aérienne ukrainienne et centre de commandement de l'armée de l'air      |
| Base militaire de Yavoriv                              | 13 mars 2022                      | Russie    | Base militaire ukrainienne                                                   |
| Attaque de Deliatyn                                    | 18 mars 2022                      | Russie    | Entrepôt souterrain ukrainien de missiles et de munitions d'aviation         |
| Attaque du port de Berdiansk                           | 24 mars 2022                      | Ukraine   | Navire de la marine russe                                                    |
| Naufrage du Moskva                                     | 13 avril 2022                     | Ukraine   | Classe Slava russe Moskva                                                    |
| Bombardement de la caserne de Desna                    | 17 mai 2022                       | Russie    | Caserne                                                                      |
| Attaque de Nova Kakhovka                               | 11 juillet 2022                   | Ukraine   | Dépôt de munitions                                                           |
| Explosions de Novofedorivka                            | 9 août 2022                       | Ukraine   | Base aérienne                                                                |
| Attaque du pont de Crimée (2022)                       | 8 octobre 2022                    | Ukraine   | Partie du pont de Crimée                                                     |
| Frappes russes contre les infrastructures ukrainiennes | Depuis le 10 octobre 2022         | Russie    | Partie du pont de Crimée                                                     |
| Bombardement des quartiers militaires de Makiïvka      | 31 décembre 2022 1er janvier 2023 | Ukraine   | Quartiers militaires                                                         |
| Bombardement des quartiers militaires de Tchoulakivka  | 31 décembre 2022                  | Ukraine   | Quartiers militaires                                                         |
| Bombardement du chantier naval de Sébastopol           | 12 au 13 septembre 2023           | Ukraine   | Chantier naval de Sébastopol                                                 |
| Opération Dragonfly                                    | 17 octobre 2023                   | Ukraine   | Aéroport international de Louhansk et aéroport de Berdiansk                  |

## Occupations russes en Ukraine
| Nom                      | Date de début               | Date de fin             |
| ------------------------ | --------------------------- | ----------------------- |
| Oblast de Donetsk        | 7 avril 2014                |                         |
| Oblast de Louhansk       | 7 avril 2014                |                         |
| Oblast de Kharkiv        | 24 février 2022 10 mai 2024 | 2 octobre 2022 en cours |
| Oblast de Kiev           | 24 février 2022             | 2 avril 2022            |
| Oblast de Soumy          | 24 février 2022             | 6 avril 2022            |
| Oblast de Tchernihiv     | 24 février 2022             | 3 avril 2022            |
| Oblast de Zaporijjia     | 24 février 2022             |                         |
| Oblast de Jytomyr        | 26 février 2022             | 2 avril 2022            |
| Oblast de Mykolaïv       | 26 février 2022             |                         |
| Oblast de Kherson        | 2 mars 2022                 |                         |
| Oblast de Dnipropetrovsk | 2025                        |                         |